# Une banane dans l'oreille
Une banane dans l'oreille, publié en 1977, est le 94e roman de la série « San-Antonio », écrit par Frédéric Dard sous le nom de plume de San-Antonio .
Le roman évoque les aventures en Belgique (Bruxelles et Bruges) du commissaire San-Antonio, chargé par son supérieur (« le Vieux ») d'aider un Anglais à cambrioler les coffres d'une banque (et un coffre en particulier). Quelques jours après, la situation se complique quand l'Anglais est assassiné à la mitraillette et qu'on apprend que le coffre spécifié par le Vieux est loué par le Vieux lui-même.
On apprendra dans le dernier chapitre que le Vieux vit une passion torride pour une courtisane surnommée « mademoiselle Zouzou ».

## Personnages principaux
- Personnages récurrents
  - San-Antonio : héros du roman, commissaire de police.
  - Alexandre-Benoît Bérurier : inspecteur de police.
  - Le Vieux : patron du commissaire.

- Personnages liés à ce roman
  - « L'Anglais » (Arden Blinsh) : donneur d'ordre du cambriolage de la Banque Lisbrock.
  - Médé Prince[2] : environ 60 ans, frère aîné du suivant, embauché par le Vieux et San-Antonio.
  - Pauley Prince : environ 60 ans, jeune frère du précédent, embauché par le Vieux et San-Antonio.
  - Justin Fayol : ancien délinquant, embauché par le Vieux et San-Antonio.
  - Gertrude Sambrémeuze[3] : caissière à la Banque Lisbrock, elle est courtisée par San-Antonio pour obtenir des informations.
  - Barbara : directrice d'une « revue de photos d'art » (en réalité tenancière d'un bordel).
  - Mme et M. De Byrooth[4] : couple de bourgeois de Bruges.
  - Jef Inidschier[5] : truand belge.
  - Mme Inidschier : sa mère.

## Résumé

### Mise en place de l'intrigue
Chapitres 1 à 5.
San-Antonio est chargé par « le Vieux », son supérieur, d'aider un Anglais à cambrioler les coffres de la Banque Lisbrock. Le Vieux exige qu'un coffre-fort en particulier (le coffre n°44) soit cambriolé et que son contenu lui soit remis. Pour cela, aidé de Bérurier, San-Antonio fait appel à un petit délinquant non violent, Justin Fayol, ainsi qu'aux frères Pauley, experts en ouverture de coffre-fort.
Se faisant passer pour le mandataire d'une société qui cherche à faire installer un coffre-fort, San-Antonio courtise Gertrude, une employée de la banque Lisbrock et entame avec elle une liaison sentimentale et sexuelle. Il découvre les modalités de sécurité de la banque et de ses coffres. Puis le commissaire apprend les modalités techniques reliant les coffres au central de sécurité de la banque. A priori, le « casse » de la salle des coffres semble impossible.
Alors qu'il courtise Gertrude dans un restaurant chic, San-Antonio est abordé par une femme qui dit s'appeler Barbara et qui lui donne rendez-vous au siège de sa société de photos d'art le lendemain. Elle lui suggère aussi que sa vie est en danger.

### Enquête et aventures
Chapitres 6 à 13.
L'anglais convoque alors San-Antonio, Bérurier et les frères Prince à leur hôtel. Les deux policiers s'y rendent. Ils sont accueillis par trois truands qui leur tirent dessus à la mitraillette. Ils parviennent à éviter les balles et les truands s'enfuient. Dans leur chambre d'hôtel se trouve l'Anglais, tué par la mitraillette. Lorsque les frères Prince, qui avaient un peu de retard, arrivent et découvrent le défunt, ils décident de se retirer immédiatement du projet de cambriolage de la banque. San-Antonio et Bérurier se retrouvent donc seuls pour procéder au « casse » et sont actuellement avec le cadavre de l'Anglais (dont l'identité réelle est Arden Blinsh) sur les bras.
Se rendant chez Barbara pour en savoir plus, San-Antonio la découvre morte dans son lieu de travail, qui au demeurant n'était pas le siège d'une société de photos artistiques mais un bordel. Barbara a été atrocement torturée. De plus Barbara n'était pas une femme mais un homme travesti, dont les parties génitales masculines ont été tranchées et insérées dans sa bouche. Se renseignant auprès d'une employée, San-Antonio apprend que la veille, Barbara était au restaurant chic avec les époux De Byrooth, qui habitent à Bruges. Le commissaire s'y rend donc. Il rencontre Mme De Byrooth qui lui donne une information sur un homme barbu pilotant une Porsche blanche. Cette description correspond à un certain Jef Inidschier, ancien policier marron et actuellement gérant d'un « institut de remise en forme physique ».
Le soir, San-Antonio et Bérurier s'y rendent. Ils découvrent que leur coéquipier Justin Fayol a été fait prisonnier. Impuissants, ils assistent à la torture de l'homme et à son exécution par Jef Inidschier. Les trois hommes semblent être les mêmes que ceux qui ont assassiné l'Anglais et qui souhaitaient les tuer aussi. Lorsque les deux comparses de Jef se retirent pour se débarrasser du cadavre de Justin, les deux policiers interviennent. Ils maîtrisent Jef et tentent de le faire parler. Après lui avoir incendié le visage, ils le poussent même dans sa propre piscine avec des haltères au pied. C'est alors que surgit Mme Inidschier, mère de Jef, qui les tient en joue avec une carabine, laissant involontairement son fils se noyer. San-Antonio et Bérurier en profitent pour quitter les lieux. Ils fouillent la Porsche de Jef. À l'intérieur ils y trouvent la clé du coffre n° 44 de la banque Lisbrock. Le locataire du coffre est le Vieux ! Mais pourquoi celui-ci a demandé à San-Antonio de cambrioler son propre coffre ?
San-Antonio décide de mettre en œuvre un plan audacieux. Après avoir passé la nuit avec Gertrude, il la drogue à son insu et l'amène à la banque. Vers 10 h, quand le supérieur de Gertrude va au toilettes, Bérurier arrive et demande à accéder au coffre n° 44. À moitié évanouie, Gertrude déconnecte le signal d'alarme, permettant à Bérurier d'accéder à la salle des coffres et de s'emparer du contenu du coffre qu'il met dans une mallette. Quand il sort, il est « cueilli » par des bandits qui l'assomment à moitié et lui dérobent la mallette. Lorsque San-Antonio récupère son copain, ce dernier lui révèle le contenu de la mallette : une simple paire de lunettes, avec monture en plastique, dans un étui en cuir ! Tous deux sont étonnés par ce contenu du coffre ; ils s'attendaient à quelque chose de plus précieux.
En regardant des publicités pour l'opéra Carmen de Bizet, San-Antonio a le sentiment qu'il doit s'y rendre. Le soir même, il y emmène Bérurier. Ce dernier, assis dans l’orchestre, fait un esclandre et est expulsé de l'opéra. San-Antonio a compris que Bérurier a découvert quelque chose. Quand son copain passe près de lui, le Gros lui lance : « L'homme, cravate violette ». San-Antonio repère vite l'homme en question. L'opéra commence. À l'entracte, l’homme a disparu.

### Dénouement et révélations finales
Chapitres 14 et 15.
L'homme à la cravate violette a remis la paire de lunettes à quelqu'un que San-Antonio a déjà rencontré : Mme De Byrooth ! San-Antonio prend la place de l'homme à la cravate viollette et a une petite explication avec Mme De Byrooth, qui sur l'instance du commissaire est bien obligée de lui remettre la paire de lunettes. Mais un malencontreux incident fait que San-Antonio pique la femme avec une aiguille contenant un puissant somnifère. Il quitte les lieux et rejoint Bérurier qui l'attend dehors. Les deux hommes décident de rencontrer le Vieux dès le lendemain pour obtenir des explications.
Dans le dernier chapitre, on découvre que le Vieux vit une passion torride pour une courtisane surnommée « mademoiselle Zouzou ». Ce chef de la Police nationale qu'on sait sérieux, glacial, sévère, a un comportement étonnant d'adolescent. Quoi qu'il en soit, San-Antonio et Bérurier demandent au Vieux de leurs donner de claires explications. Le Vieux les leur donne. Tout avait commencé quand, quelques années auparavant, un chercheur avait découvert le moyen de capter les ondes télépathiques d'une personne située à proximité et d'influencer cette personne. Le chercheur avait intégré sa découverte dans deux paires de lunettes qu'il fallait, disait-il, superposer l'une à l'autre. Le Vieux en avait parlé au gouvernement français qui avait refusé de payer la forte somme demandée, estimant qu'il s'agissait d'une arnaque. Le Vieux avait réuni ses économies et acheté l'une des deux lunettes. Mais la seconde avait été revendue par le chercheur à un autre homme, en l'occurrence l'Anglais. Ce dernier voulait cambrioler le coffre n°44 appartenant au Vieux pour avoir les deux lunettes pour lui. Le Vieux avait demandé à San-Antonio de récupérer la paire de lunettes pour que l’Anglais ne s'en empare pas. Trois groupes existaient donc : l'Anglais, les époux De Byrooth et Jef Inidschier (accompagné de ses deux comparses), chacun jouant pour son propre intérêt. C'étaient les époux De Byrooth qui avaient assassiné Barbara, mais Jef Inidschier qui avait voulu la mort de l'Anglais et de San-Antonio.
Dans la dernière page du roman, on apprend que Bérurier avait récupéré la seconde paire de lunettes dans la Porsche de Jef Inidschier, qui l'avait lui-même volée à l'Anglais. Bérurier réunit les deux lunettes, envoie un message télépathique au Vieux en lui ordonnant de « se mettre une banane dans l'oreille » (cf. la signification de l'expression dans la section suivante). Le Vieux exécute le message télépathique, prend une banane, enlève sa peau et met la banane dans son oreille.

## Signification du titre du roman
L'expression « banane dans l'oreille » est évoquée à trois reprises dans le roman. Elle signifie « faire le sourd aux questions posées » :
- [Bérurier à San-Antonio : ] « (…) Brèfle, pour causer du Vieux, si tu souhaiterais mon avis, ce gus a une banane dans l'oreille. (…) Tu lu d'mandes pourquoi qu'il a une banane dans l'oreille, et y t'répond qu'y peut pas t'entendre parce qu’il a une banane dans l'oreille, tu comprends ? Le cercle vissé ! »[6].
- [San-Antonio au Vieux : ] « " — J'ai pas l'habitude d'enquêter avec une canne blanche, monsieur le directeur. Travailler pour quelqu’un qui a une banane dans l'oreille, croyez-moi, c'est pas de la tarte !" Il a un couic, comme une poule qui vient d'avaler une pièce de cinquante centimes, l'ayant confondue avec un grain de blé. " — Que me baillez-vous avec cette histoire de banane ?" (…) " — C'est un type qui en rencontre un autre. Il lui dit : vous avez une banane dans l'oreille ? Et l'autre répond : parlez plus fort, j'ai une banane dans l’oreille. En ce moment, sauf votre respect, vous avez une banane dans l’oreille, monsieur le directeur ! »[7].

Elle est utilisée une troisième fois dans la dernière page du roman :
- [Bérurier au Vieux : ] « " — Et à présent, Achille, cette banane, tu vas t'la foutre dans l'oreille ! " Le Vieux dépèce l'extrémité du fruit et l'enfonce docilement dans son pavillon. »[8].

## Autour du roman
- Une femme s'appelait aussi Gertrude dans le roman Du plomb dans les tripes paru en 1954.
- Le roman est dédié « (…) à mon éditeur et à mes traducteurs italiens qui ont su me faire aimer dans le plus beau pays du monde ».

## Quelques citations
- « La dame annoncée, eh ben je te promets qu'elle ne ressemble pas à une tranche de pain dans de la soupe aux choux ! (…) Que je te dise pour commencer ce qui aurait tendance à clocher chez cette personne, qu'on se débarrasse du négatif pour pleinement se concentrer au positif. Eh ben, ce qu'elle a d'un tantisoit nuisant, c'est son aspect tapageur. Grande beauté altière, hardie, cavalesque, hennissante, walkyrie, figure de proue, mangeuse de vent, hurleuse d'espoir, gobeuse de foutre, allégorique, superbe, peinte par David, reproduite sur timbre-poste, pasionaria, marseillaise de chair fardée. Tu comprends ? Tu mesures ? Tu envisages ? conçois ? Subodores ? Merci. Elle est un peu plus grande que moi, ce dont je regrette, biscotte les complexes. Elle a les cheveux de Dalida mais sans strabisme émergeant. Une belle bouche large, tellement sensuelle que tu t'y crois déjà ! Brune, à mèches blondes. Bizarre. L'œil sauvage et velouté à la fois. Convoiteur et pourtant sûr de lui. Et je te parle pas de son module. Dedieu ! Roulée ! Merde ! C'est trop. Assez pour une première regardée, mes rétines en pèlent. Vont se fissurer. Mes nerfs  optiques vont pendouiller comme les ressorts d'un fauteuil Voltaire au grenier de tante Hortense. »[9].
- « Dans le fond, les objets ne sont pas faits pour tout le monde. On a trop vulgarisé tout. Pis : on a vulgarisé. Regarde l'automobile, ce sublime engin, ce qu'il devient entre les pattes des gougnafiers du dimanche. Ce que devient la Tour Eiffel quand tu la transformes en porte-thermomètre. Ce que devient le chant dans la gorge de Sheila. Ce que devient l’entrecôte dans un restaurant britannique. Ce que devient le français dans mes livres ! Et dans ceux de la Robe-Grillée donc ! Beurg ! Tout émigre, sitôt que créé. Part en sucette dans les mesquinades de la vie, dans la turbulence des hommes. Rien ne se perd, rien ne se crée, qu'il disait, l'autre ! Zob ! Tout se crée et tout se perd au contraire. »[10].
- [Au lecteur : ] « (…) t'as qu'à potasser le Guide bleu, j'sus pas là pour géographier tes connaissances ! Faudrait tout te mâcher ! T'atrophies des cellotes mon gars. T'as les méninges qui se croisent les bras. Le cervelet qui s'invalide. Ta matière grise cloaqueuse. Entre ta bagnole et ta culture pré-digérée, t'es juste là pour témoigner de la permanence humaine, faire croire que notre espèce disperse pas dans les futurs. Mais t'auras beau espérer, ton inertie aura gain de cause. Quand les trois quat’ nœuds volants dont je auront mis la clé sous le paillasson de leur sépulcre, il en sera terminate pour ta pomme à brève déchéance comme j'dis toujours. Qu'on est plus qu'une poignée d'utopistes à exister pour tout le monde. À faire nombre, comme dans les tournées miteuses les gars qui se déguisent à toute pompe pour faire les autres ! Subterfuge, trompe-l'œil, poudre aux z'œils ! Tant pis. Après nous, l'insecte ou le déluge. De toute manière, le monde, pour quelques malheureux millions d'années qui lui restent, on va pas se racler les os des jambes pour en faire des pipeaux, hein ? »[11].
- « Fayol connaît un gros barbu à Porsche, ce type a été révoqué de la rousse belgium y'a une dizaine d'années sous prétesque qu'y raquettait les patrons d'bar. On a écrasé l'coup pour éviter l'escandale, toujours rejaillisseur. D'puis délors, y l'a ouvert un' salle de culture physique. Y s'apelle Jef Inidschier. Paraît qu'il fréquente pas mal le mitan bruxellois et qu'c't'un mauvais coucheur. Dernièrement, il a t'eu maillot-à-partir avec la police biscotte ses mœurs dont à cause il tripotait des p'tits jeunots qu'allaient s'entraîner l'épais-ctoraux dans sa salle. Un gars à voile et à vapeur, tu piges ?  /  Tandis qu'il jacte, j'ai déjà l'annuaire de Bruxelles en pogne et à la fin de l'envoi, je touche du doigt l'adresse du pileux. Son Institut se trouve tout près de l'hôtel, rue des Frères Paul-Kenny. »[6].
- « J'aimerais bien entendre ce qu'ils se disent, ces braves gens, soliloqué-je en un français irréprochable, car si je manie l'argot avec assez de verve, j'abomine l'utiliser pour penser. »[12].
- « Et un besoin intense de venger ces deux épaves humaines me noue tripes et gésier, muscles et cordes vocales. Je voudrais l'ouvrir comme un bahut normand, que sa boyasse lui sorte toute et qu'il la regarde fumer longtemps avant de clamser. Mais revenons aux agissements de nos trois lascars, comme l'écrirait Dumas (de Cocagne) que par moments je regrette qu'il t'ait pas écrit les San-Antonio, ce con, afin que je pusse m'entièrement consacrer à la vraie littérature, celle qu’on écrit avec des pattes de mouches sodomisées. Mais Alexandre, s'il pouvait pas coller un "Holà messire" toutes les trois lignes, il faisait une dépression. Or qu'on le veuillasse ou non, Santonio, c'est pas seulement des "Holà messire" ou alors j'ajoute à cacheter. »[13].

## Éditions
Le roman est édité en 1970. Deux éditions paraissent cette année-là : une au troisième trimestre (avec une photo représentant une banane semi-épluchée posée sur un combiné téléphonique) et une autre au quatrième trimestre (avec une photo représentant une femme avec des fleurs sur la tête).